# يثيعة ملكة العرب
يثيعة ملكة من القبائل العربية من قيدار حكمت في القرن الثامن قبل الميلاد الثامن، حوالي 730 قبل الميلاد.
أرسلت يثيعة قواتها برئاسة شقيقها باسقانو، لمساعدة مردوخ أبلا إيدينا في محاولته للتمسك بابل. مردوخ أبلا إيدينا، كان زعيم الكلدانيين، وأُيد أيضا من قبل جيش من عيلام ومعا واجهوا القوات سنحاريب الآشورية في أول حملاته في 703 قبل الميلاد.
سجلت أحداث المعركة في حوليات سنحاريب الذي يذكر ياتيي، "ملكة العرب"، والقبض على شقيقها باسكانو في المعركة. كتب إسرائيل إفعال أن هذا هو أول ذكر في الوثائق الآشورية العربية كعنصر العرقي في بابل. تولت يثيعة الحكم بعد الملكة شمسي، وحكم بعدها الملكة تعل-حنو.